# Gâvres
Gâvres (en bretó Gavr) és un municipi francès, situat a la regió de Bretanya, al departament d'Ar Mor-Bihan. L'any 2006 tenia 813 habitants. Està situat a una petita península davant l'illa de Groix, a l'entrada de la rada d'An Oriant.

## Demografia
| 1962                                       | 1968  | 1975  | 1982 | 1990 | 1999 |  |
| ------------------------------------------ | ----- | ----- | ---- | ---- | ---- |  |
| 1.205                                      | 1.166 | 1.076 | 939  | 848  | 893  |  |
| Des de 1962: població sense dobles comptes |       |       |      |      |      |  |

## Administració
| Període   | Identitat            | Partit |
| --------- | -------------------- | ------ |
| 2001-2008 | Henri Quer           | PS     |
| 2008-     | Dominique Le Vouëdec |        |